# Verónica Pardo
Verónica Pardo Lagos es una ingeniera comercial y política chilena, miembro del Partido Liberal. Desde marzo de 2023 se desempeña como Subsecretaria de Turismo, bajo el gobierno del presidente Gabriel Boric.

## Vida y trayectoria
Hija de Marcelo Pardo Brown, Verónica Pardo estudió ingeniería comercial en la Universidad de Santiago de Chile y tiene un Magíster en Gestión Estratégica de Recursos Humanos por la Pontificia Universidad Católica de Chile.
En el ámbito prefesional, entre el año 2000 y 2005 fue Gerente de Recursos Humanos del Servicio Nacional del Consumidor, entre 2010 y 2015 fue Líder Strategy y Senior Manager en Deloitte Chile, donde fue la encargada de desarrollar el área de Tourism, Hospitality & Leisure, enfocada en el desarrollo para América Latina. A partir de 2015 y hasta 2019 fue Socio Strategy and Culture Transformation y Director Asociada en The Canvas Group, donde participó en el proyecto de definición de estrategia, del modelo de negocio e implementación para las empresas ECOCAMP Patagonia y Cascada Expediciones.
En la arena política, es militante del Partido Liberal, fue candidata a alcaldesa por la comuna de Providencia en las elecciones municipales de 2021 y candidata a senadora por la Región Metropolitana en las elecciones parlamentarias de 2021, sin resultar electa. En marzo de 2023 es nombrada Subsecretaria de Turismo de Chile en reemplazo de Verónica Kunze.

## Historial electoral

### Elecciones municipales de 2021
- Elecciones municipales de 2021 para la alcaldía de Providencia[5]

| Candidato             | Pacto         | Partido | Votos  | %     | Resultado |
| --------------------- | ------------- | ------- | ------ | ----- | --------- |
| Evelyn Matthei Fornet | Chile Vamos   | UDI     | 46 890 | 54,86 | Alcaldesa |
| Verónica Pardo Lagos  | Independiente | Ind.    | 38 581 | 45,14 |           |

### Elecciones parlamentarias de 2021
- Elecciones parlamentarias de 2021, candidata a senadora para la Circunscripción Senatorial 7, Región Metropolitana de Santiago

| Candidato                    | Pacto                    | Partido | Votos   | %     | Resultado |
| ---------------------------- | ------------------------ | ------- | ------- | ----- | --------- |
| Fabiola Campillai Rojas      | Independiente            | Ind.    | 402 078 | 15,14 | Senadora  |
| Manuel José Ossandón         | Chile Podemos Más        | RN      | 279 908 | 10,54 | Senador   |
| Rojo Edwards Silva           | Frente Social Cristiano  | PRCh    | 249 273 | 9,39  | Senador   |
| Luciano Cruz-Coke            | Chile Podemos Más        | EVO     | 150 868 | 5,68  | Senador   |
| Claudia Pascual Grau         | Apruebo Dignidad         | PCCh    | 139 722 | 5,26  | Senadora  |
| Jaime Mañalich Muxi          | Chile Podemos Más        | Ind-EVO | 132 621 | 4,99  |           |
| Karina Oliva Pérez           | Apruebo Dignidad         | COM     | 112 730 | 4,24  |           |
| Marcela Sabat Fernández      | Chile Podemos Más        | RN      | 109 241 | 4,11  |           |
| Guillermo Teillier Del Valle | Apruebo Dignidad         | PCCh    | 101 506 | 3,82  |           |
| Celeste Jiménez Riveros      | Partido Ecologista Verde | PEV     | 79 928  | 3,01  |           |
| Paulina Vodanovic Rojas      | Nuevo Pacto Social       | PS      | 71 205  | 2,68  |           |
| Cristián Contreras Radovic   | Independientes Unidos    | CU      | 71 019  | 2,67  |           |
| Gabriel Silber Romo          | Nuevo Pacto Social       | DC      | 58 716  | 2,21  |           |
| Rocío Donoso Pineda          | Apruebo Dignidad         | RD      | 53 235  | 2,00  |           |
| Sebastián Depolo Cabrera     | Apruebo Dignidad         | RD      | 48 858  | 1,84  |           |
| Gonzalo Martner Fanta        | Apruebo Dignidad         | Ind-COM | 44 511  | 1,68  |           |
| Verónica Pardo Lagos         | Nuevo Pacto Social       | ILAH    | 26 151  | 0,98  |           |
| Natalia Piergentili Domenech | Nuevo Pacto Social       | PPD     | 17 129  | 0,64  |           |